# 师夫仇
师夫仇（618年—681年）是高句丽新城人，667年九月，唐朝李勣攻打新城，师夫仇将城主绑起来，献城投降。